# مسجد أولجي المركزي
مسجد أولجي المركزي (بالمنغولية: Централна дцамия на Йолгий) هو مسجد يقع في أولجي، محافظة بايان-أولجي، منغوليا. وهو أكبر مسجد في المحافظة. بُني في عام 1992 بتمويل من الإمارات العربية المتحدة.

## العمارة
يعد المسجد الأكبر في مقاطعة بايان أولجي.

## الأنشطة
يعمل المسجد كمقر للمركز الإسلامي في منغوليا. كما يضم مئذنة.